# Тризин
Тризи́н (греч. Τροιζήν ή Τροιζήνα) — село в Греции. Расположено на высоте 64 метра над уровнем моря, в юго-восточной части области Арголида полуострова Пелопоннес, в 8 километрах к западу от Галатаса, в 10 километрах к югу от Метаны, в 62 километрах к юго-востоку от Коринфа и в 63 километрах к юго-западу от Афин. Население составляет 673 жителя по переписи 2011 года. Входит в общину Тризиния-Метана в периферийной единице Острова в периферии Аттика.
Вдающаяся в залив Сароникос часть области Тризиния образовала полуостров Метана, с прибрежным городом того же имени, который является портом области.
До 1929 года (ΦΕΚ 431Α) называлось Дамалас (Δαμαλάς). Переименовано в честь древнего города Трезен (др.-греч. Τροιζήν, лат. Troezen).
Древний ионический город Трезен находился недалеко от современного села Тризин, примерно в трёх километрах от побережья залива Сароникос. Трезен считался родиной Тесея. Рядом с селом Тризин найдены руины стен, древней башни, средневековых церквей. Также найдены остатки колоннады и фундаменты двух храмов в теменосе Ипполита: храма Аполлона Эпибатерия (Мореходного) и храма Афродиты Катаскопии (Подглядывающей), а также памятники Ипполиту и Федре. Найден так называемый стадий Ипполита, храм Афины Сфениады (Могучей) на акрополе Трезена, храм Пана Литерия (Избавителя). В Трезене была агора и театр. За пределами города находились храм Афродиты Нимфии (Невесты), храм Посейдона Фитальмия (Питающего) и храм Деметры Фесмофоры (Дающей законы).

## История

### Древний Трезен
Первыми жителями Трезена были ионийцы из Аттики.
По преданию, сообщаемому Павсанием, первым царем Трезена был Ор (Ώρος), по имени которого страна была названа Ореей (Ὠραία); вторым царем — Алфеп, сын Посейдона и дочери Ора Леиды (Ληίδα), по имени которого страна была наименована Алфепией (Ἀλθηπία). В царствование Алфепа произошел спор из-за страны между Посейдоном и Афиной, но по воле Зевса состоялось между ними примирение, и оба божества водворились в стране. После Алфепа царствовал Сарон, утонувший в заливе, который омывает Арголиду и который по имени царя стал называться Сароникос. При царях Гиперете и Антасе были построены города Гиперея (Ὑπέρεια) и Антия (Ἄνθεια), из которых последняя сыном Анфа Аэтием была переименована в Посидонию (Ποσειδωνία). Когда к Аэтию прибыли сыновья Пелопа Трезен и Питфей, они прочно основались в стране; по смерти Трезена Питфей соединил оба города — Гиперею и Посидонию — в один и дал ему, в память брата, имя Трезен. Овидий называет Трезен Питфеевым царством (лат. Pittheïa regna). Дочь Питфея Эфра стала матерью Тесея.
Первоначально город Трезен был подчинен аргивянам, но при возвращении Гераклидов трезенцы признали господство дорийцев, пришедших из Аргоса. К древнейшей поре трезенского могущества относится основание в Карии двух трезенских колоний — Галикарнаса и Минда. Сыновья Трезена — Анафлист (Ἀνάφλυστος) и Сфетт (Σφηττός) переселились в Аттику. Около 720 года ахейцы и трезенцы основали Сибарис. В начале VII века Трезен признал гегемонию Спарты. В ходе конфликта между Спартой и Афинами, после заключения тройственного союза между враждебными Спарте Аргосом, Фессалией и Афинами зимой 462/461 года до н. э., в 461 году до н. э. афиняне захватили Трезен и поставили здесь гарнизон.
Во время греко-персидских войн трезенцы послали к Саламину пять кораблей, а сам Трезен служил сборным пунктом для греческого флота и убежищем для афинских женщин и детей, покинувших столицу (еще при Павсании в стое на главной площади города стояли мраморные статуи, изображавшие женщин и детей, которые просили защиты трезенцев). При Платеях сражались 1 тыс. трезенцев; они принимали также участие в битве при Микале.
По мирному договору 445 года до н. э. афиняне вернули Трезен лакедемонянам.
В начале пелопоннесской войны трезенцы поддерживали Коринф против Керкиры, выставили два корабля, вследствие чего афиняне в 430 году до н. э. опустошили Трезенскую область, а в 425 году до н. э. укрепились в Мефане и оттуда производили набеги на страну. В 394 году до н. э. во время Коринфской войны трезенцы стояли на стороне лакедемонян, а в 373 году до н. э. во время Беотийской войны опять действовали против афинян и фиванцев, чтобы предотвратить вторжение Эпаминонда в Пелопоннес.
В период македонской гегемонии Трезен переходил из рук в руки. В 303 году до н. э. захвачен македонским царём Деметрием I Полиоркетом. В 278 году до н. э. спартанец Клеоним освободил трезенцев; вновь занятый македонским царём Антигоном II Гонатом, в 243 году до н. э. Трезен отошел к Ахейскому союзу; в 223 году до н. э. опять был отвоеван спартанцами. В I веке до н. э. Трезен, по свидетельству Страбона, был значительным городом и, судя по описанию его достопримечательностей, сделанному Павсанием, не утратил своего величия еще во II веке до н. э. По Павсанию посетителям города жители с гордостью показывали дикую оливу, которая выросла из укоренившейся дубины Геракла, так называемую скалу Тесея и стадий Ипполита.

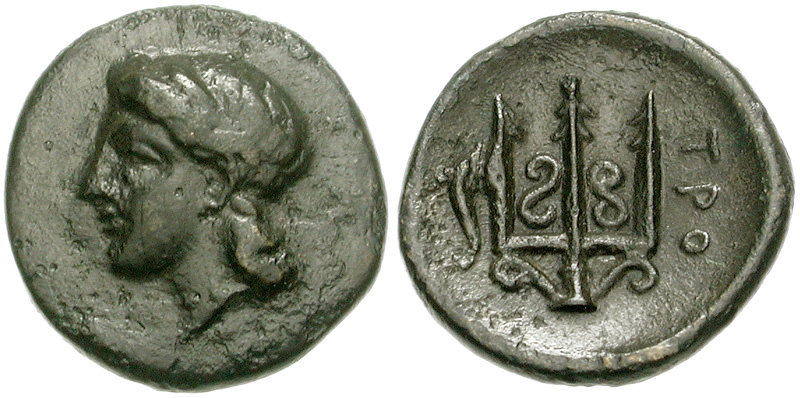
Халк из Трезена (14 мм, 1,82 г). Изображение головы Афины с лентой, трезубца, дельфина и букв ΤΡΟ. 325—300 до н. э.

Трезен чеканил монету. Первоначально монеты были серебряными с изображением головы Артемиды с одной стороны, трезубца и букв ΤΡΟ — с другой стороны. Позднее серебряные и бронзовые монеты были с изображением головы Аполлона, Посейдона и Афины.

### Современный Тризин
В марте—мае 1827 года в ходе Греческое революции прошло Третье Национальное собрание в Тризине под председательством Георгиоса Сисиниса, которое приняло Конституцию Греции. Конституция впервые вводила в Греции демократическую форму государственного правления. Третье Национальное собрание в Тризине также приняло положение об управлении греческими территориями, резолюцию о правителе Греции (Κυβερνήτης της Ελλάδος) и резолюцию о признании столицей и штаб-квартирой правительства и парламента Нафплиона.

## Герои
Сохранились упоминания только о герое Ипполите, сыне Тесея. В честь Ипполита был воздвигнут храм, с древней статуей.

## Острова
Из островов вблизи Трезена — Порос с храмом Посейдона и памятником Демосфена.

## Сообщество Тризин
Сообщество Дамалас создано в 1912 году (ΦΕΚ 262Α), в 1929 году (ΦΕΚ 431Α) переименовано. В сообщество входит село Айос-Еорьос. Население 901 человек по переписи 2011 года. Площадь 40,597 квадратных километров.
| Населённый пункт | Население (2011), человек |
| ---------------- | ------------------------- |
| Айос-Еорьос      | 228                       |
| Тризин           | 673                       |

## Население
| Год  | Население, человек |
| ---- | ------------------ |
| 1991 | 577                |
| 2001 | 662                |
| 2011 | ↗ 673              |